# Diacritinae
Diacritinae (лат.) — подсемейство наездников-ихневомнид (Ichneumonidae).

## Описание
Наездники-ихневмониды средних и мелких размеров с длиной тела от 6 до 12 мм, длина переднего крыла — от 5 до 8,5 мм. Основной цвет черный с более или менее выраженными светлыми отметинами. Яйцеклад относительно длинный. Клипеус плоский, первый сегмент метасомы цилиндрический и относительно длинный. В центре переднего крыла имеется небольшая треугольная ячейка (ареола).
Об образе жизни ничего не известно, они, предположительно, являются паразитоидами, как и другие ихневмониды. Европейские виды могут быть распространены во влажных лесных районах.

## Классификация
Мировая фауна включает 3 рода. Ранее роды Diacritinae были помещены в Pimplinae или в Orthocentrinae как триба, но теперь они считаются отдельным подсемейством и относятся к Pimpliformes. Вероятно, они более близки к Acaenitinae, Collyriinae, Cylloceriinae, Diplazontinae и Orthocentrinae. Но более подробные сведения неизвестны, отчасти потому, что не известны ни биология, ни личинки.
- Diacritus Förster, 1869 (= Phidias Vollenhoven, 1878 и Stenolabis Kriechbaumer, 1894)
  - D. aciculatus  (Vollenhoven, 1878) (Палеарктика[7])
  - D. incompletus  Momoi, 1966 (Япония, Д. В. Россия, Корея[8][9])
  - D. muliebris (Cresson, 1868) (Канада, США)
- Daschiana Koçak & Kemal, 2009
  - D. preclara (Канада, США)
- Ortholaba Townes, 1969
  - O. laevis Sun & Sheng, 2006 (Китай, Корея[8][10])
  - O. tenuis Townes, 1969 (Япония, Д. В. Россия)